# Ukrainskt teckenspråk
Ukrainskt teckenspråk (på ukrainska Українська жестова мова, förkortad УЖМ) är ett teckenspråk som används av de döva och hörselskadade i Ukraina. Det baserar sig på det ryska teckenspråket.
Teckenspråkets användare är cirka 219 000. Den ansvariga språkmyndigheten är ett speciellt råd som sorterar under Ukrainas pedagogiska akademi.
Den första skolan för de döva i Ukraina öppnades år 1830. Ukrainas dövas förbund grundades år 1933. År 1992 blev det erkänt som den officiella representanten för de döva. En temavecka för de döva ordnas årligen i september vars syfte är att lyfta fram kultur på ukrainska teckenspråket och undervisa teckenspråket för alla som är villiga. Till programmet hör också ukrainsk musik som har översatts till teckenspråket..
År 2014 kom filmen Plemja (ukrainska Плем'я) som har blivit en succé. Filmens ursprungliga versionen var endast på ukrainskt teckenspråk och den hade ingen textning.

## Bokstavering

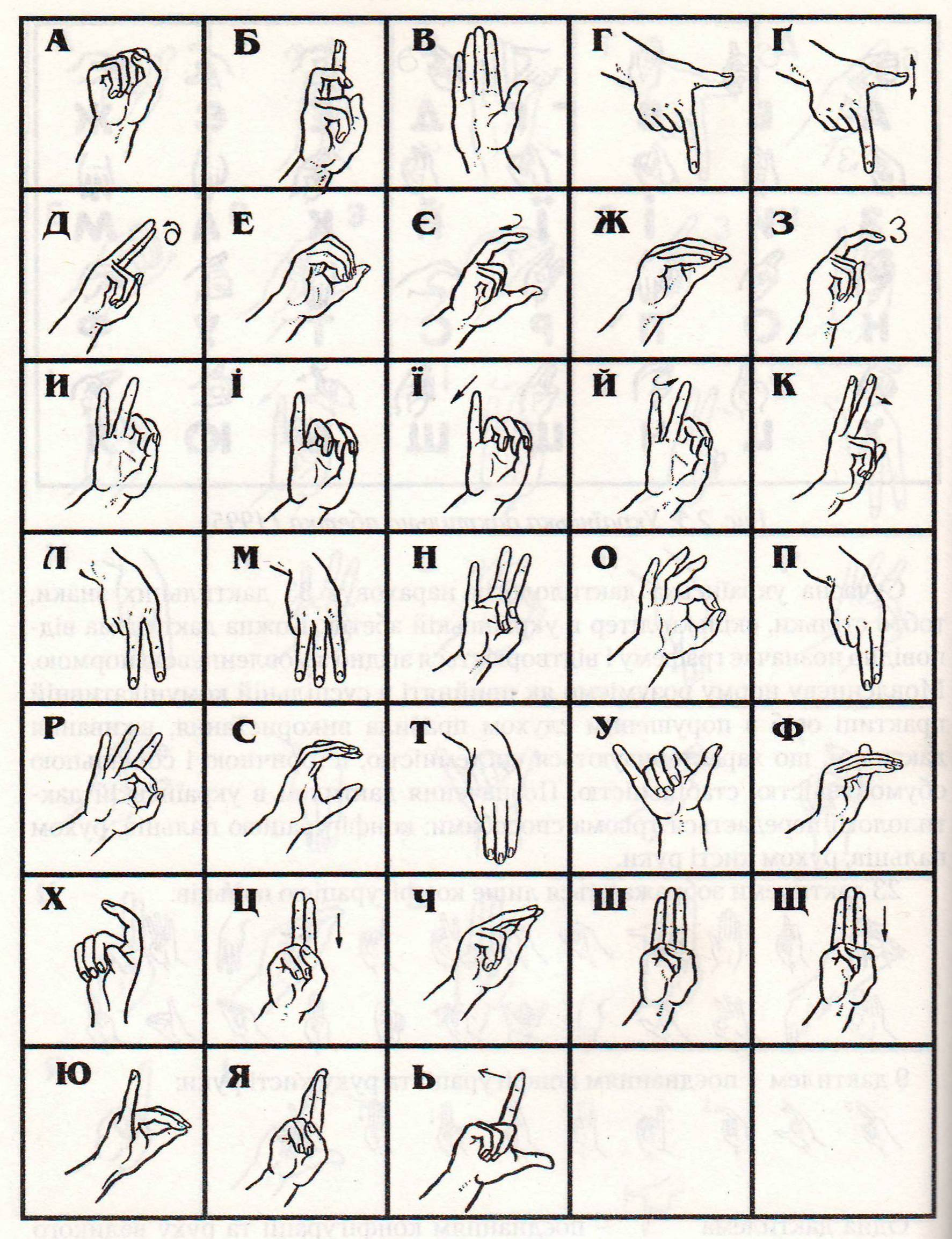
Fingeralfabetet på ukrainskt teckenspråk

Ukrainskt teckenspråk använder ett alfabet bestående av tecken med en ensam hand. Alfabetet består av 33 bosktäver med 23 olika tecken, vilket leder till att visa bokstäver har samma tecken. Exempelvis har Г och Ґ  samma tecken, med skillnaden att tummen rör sig upp och ner i den andra.
Ett vanligt missförstånd är att ukrainskt teckenspråk enbart består av bokstavering.[källa behövs] Även om kommunikation med enbart bokstavering förekommer, så är inte det ukrainskt teckenspråk.